# Столкновение над Юхновским районом
Столкновение над Юхновским районом (ошибочно — Столкновение над Юхновом) — крупная авиационная катастрофа произошедшая в понедельник 23 июня 1969 года, когда в небе над Калужской областью столкнулись военно-транспортный Ан-12БП и гражданский Ил-14М предприятия Аэрофлот. Погибли все 120 человек (96 человек на Ан-12 и 24 человека на Ил-14) на борту обоих самолётов.
Крупнейшее столкновение самолётов на территории нынешней России.

## Катастрофа
В тот день 6-й парашютно-десантной роте 108-го гвардейского парашютно-десантного полка 7-й гвардейской воздушно-десантной дивизии была поставлена задача совершить перелёт из Каунаса в Рязань, где они должны были показать своё боевое мастерство при действиях на боевых машинах десанта Министру обороны СССР А. А. Гречко. Всего в группе было 4 самолёта Ан-12 из 600-го военно-транспортного авиационного полка: 2 с техникой должны были лететь на эшелоне 6000 метров, а 2 с личным составом — на эшелонах 3600 и 3000 метров с интервалами 8—10 минут. В 13:25 с авиабазы Кедайняй вылетел замыкающий, 4-й Ан-12БП с позывным 08525 (заводской номер — 402503) и занял эшелон 3000 метров. На его борту были 5 членов экипажа, в том числе пилоты майор Алексей Викторович Рябцев, мл. лейтенант Владимир Васильевич Приплов и капитан Николай Михайлович Маслюк, а также 91 десантник.
В 14:07 из московского аэропорта Быково вылетел Ил-14М с бортовым номером СССР-52018 (заводской — 7343208) Симферопольского объединённого авиаотряда (Аэрофлот), выполнявший рейс № 831 (Москва—Чернигов—Симферополь). На его борту находились 5 членов экипажа, в том числе КВС Георгий Матвеевич Павленко и второй пилот Виктор Павлович Буянов, а также 19 пассажиров. После вылета Ил-14 занял предписанный эшелон 2700 метров.
В 14:40:55 экипаж Ил-14 вышел на связь с диспетчером юго-западного направления Московской районной диспетчерской службы и доложил, что на его маршруте полёта присутствуют кучевые облака и турбулентность, в связи с чем он просит разрешение подняться до эшелона 3300 метров. Однако, из-за наличия встречного самолёта на эшелоне 3000 м, диспетчер отказал в поднятии эшелона, вместо этого предложив рейсу 831 сохранить высоту эшелона и обходить облачность либо снижаться до 2100 или 1500 м. Экипаж Ил-14 выбрал 1-й вариант, посчитав, что на нижней высоте возможна ещё большая турбулентность, и, сохранив высоту 2700 м, стал обходить облачность с выходом на трассу в 30 км южнее Юхнова, летя в том же  направлении.
В 14:50:17 Ан-12 пролетел опорный пункт  Юхнов, после чего диспетчер западного направления РДС передал управление диспетчеру юго-западного направления. В 14:51:03 экипаж Ан-12, перейдя на частоту данного направления, доложил диспетчерской службе о пролёте Юхнова выше облаков в эшелоне 3000 метров, после чего получил подтверждение следовать на этой же высоте в направлении Тула—Венёв.
В 14:52 в 28 километрах юго-восточнее Юхнова Ан-12 (курс 106—121°, скорость 500—529 км/ч) под относительным углом 51—56° врезался в Ил-14 (курс 235—245°, скорость 324—360 км/ч). Самолёты вначале столкнулись правыми крыльями, Ан затем врезался в хвостовое оперение Ил-а. От удара у военного самолёта оторвало правое крыло вместе с двигателями, после чего он перешёл в штопор и понёсся к земле. У пассажирского самолёта оторвало правое крыло и верхнюю часть фюзеляжа, после чего он также перешёл в пике. Ан-12 врезался в поле у деревни Выползово, а Ил-14 — у деревни Троица. Расстояние между упавшими самолётами составило 3800 метров. В катастрофе погибли все 96 человек на борту Ан-12 и 24 на борту Ил-14, то есть всего 120 человек. По некоторым неподтверждённым данным, погибших на самом деле было 121, так как старший лейтенант Борис Филипов взял с собой 4-летнего сына, причём на стартовом командном пункте ребёнка не пропускали дважды. Тогда Борис Филипов укрыл сына офицерской плащ-накидкой и таким образом пронёс его в самолёт. Борис Филипов вёз сына в Рязань к матери жены.

Место катастрофы представляло собой удручающее зрелище. Поваленные деревья, догорающее пламя, обломки самолёта, разбросанные в радиусе примерно 100—120 метров… И среди этих кусков раскалённого металла — тела погибших. Даже мне, прошедшему всю войну «от звонка до звонка», было тяжело видеть это человеческое месиво.
Часов в 9 утра на место катастрофы прибыл командующий Военно-транспортной авиацией маршал Н. Скрипко, через несколько минут появился командующий ВДВ генерал армии В. Маргелов, другие ответственные лица. Все были в ужасном состоянии от осознания масштаба трагедии — на борту нашего самолёта находился 91 десантник и 5 лётчиков.
— 

## Причина
Столкновение произошло на высоте 2910—2960 метров, из чего был сделан вывод, что оба экипажа нарушили установленные высоты при проходе мощных кучевых облаков (облачность — 9—10 баллов, нижняя кромка — 1000—1500 метров, верхняя — 3000—3700 метров).
Расследование причин катастрофы проводила государственная комиссия под председательством маршала авиации Н. С. Скрипко. Комиссия пришла к выводам о существенных межведомственных разногласиях в области управления воздушным движением и о необходимости совершенствовать методы и технические средства решения задач управления воздушным движением в определённом (локальном) воздушном пространстве по трассам и вне трасс. Признано необходимым управление воздушным движением осуществлять при «локтевом» взаимодействии военных и гражданских диспетчеров на основе информации из одних и тех же источников данных о воздушной обстановке. В итоге было принято Постановление ЦК КПСС и Совета министров СССР № 901—322 от 24 ноября 1969 года, потребовавшее разработать и срочно принять соответствующие единые нормативные акты (хотя его реализация затянулась неоправданно долго).

## Память
По решению Командующего ВДВ генерала армии В. Ф. Маргелова был начат сбор денежных средств на постройку памятника погибшим военным. Всего удалось собрать 250 тысяч рублей, а через год после катастрофы на месте падения Ан-12 (54°35′53″ с. ш. 35°36′27″ в. д.) был установлен памятник авторства мастерской Е. В. Вучетича, представляющий собой комплекс из стелы и стены длиной 8 метров. На стене изображены два барельефа — фигуры коленопреклонённой матери и десантника, а также надпись: Вечная память героям-десантникам и лётчикам. Рядом с памятником площадка с 96 мраморными плитами с именами погибших.
Рядом с памятником погибшим военным, установлен памятный камень и часовня «Василия, епископа Рязанского» по проекту М. П. Высоколян, памяти погибших пассажиров и пилотов Ил-14.
На месте падения пассажирского Ил-14 установлен памятник погибшим пилотам и пассажирам.